# St. Antonius (Düsseldorf-Oberkassel)

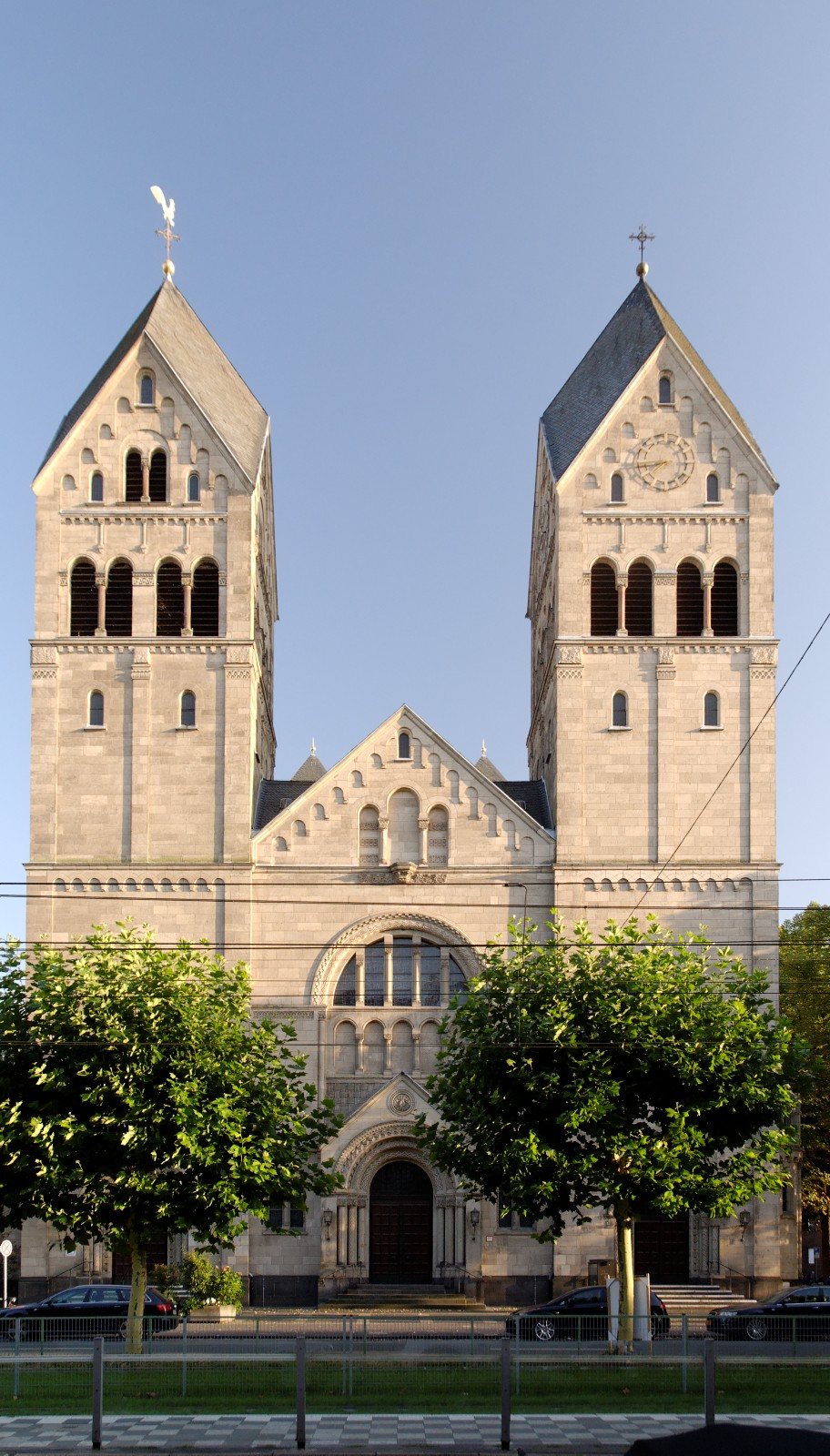
St.-Antonius-Kirche

Die katholische Kirche St. Antonius ist ein Wahrzeichen des Düsseldorfer Stadtteils Oberkassel und befindet sich in zentraler Lager unweit der Oberkasslerbrücke auf der Luegallee. Kirchenpatron ist Antonius von Padua.

## Architektur und Baugeschichte

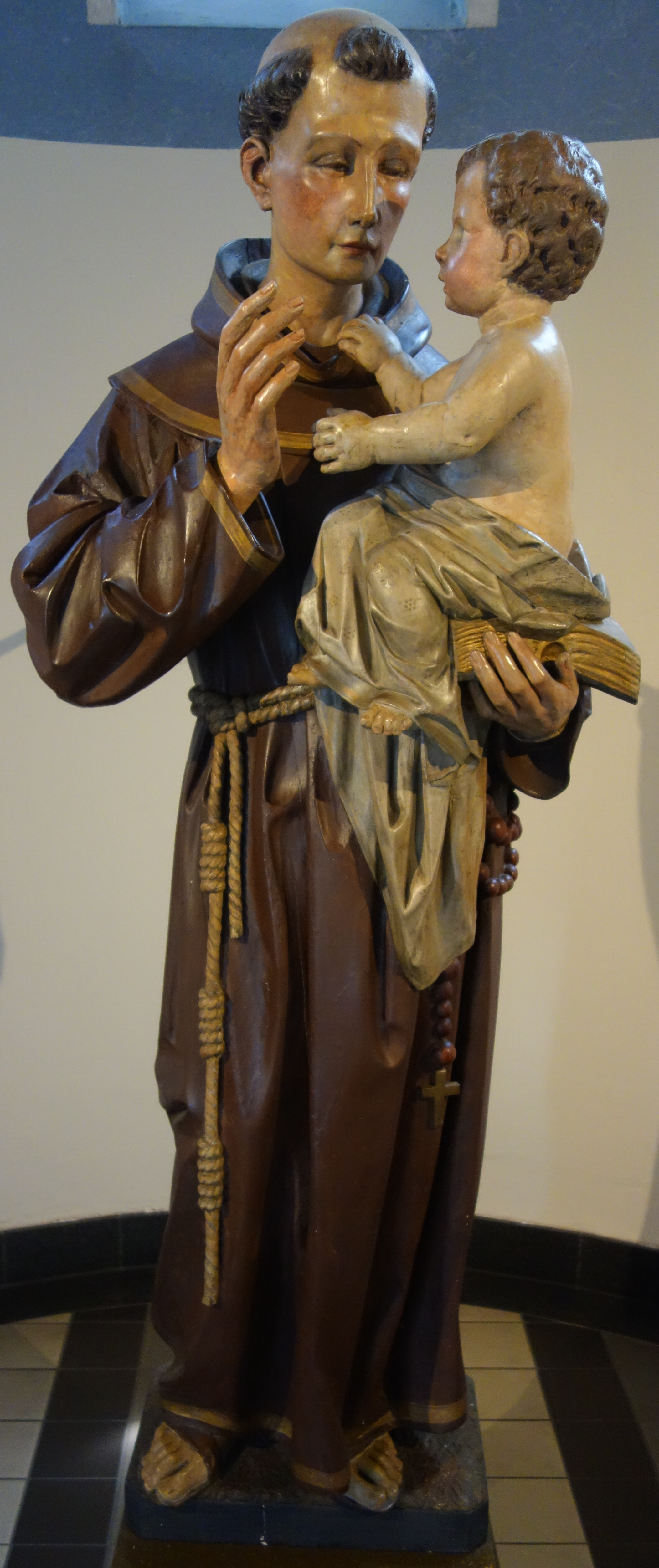
Statue des Heiligen Antonius von Padua mit dem Jesuskind im Vorraum der Kirche

St. Antonius ist eine dreischiffige neoromanische Basilika mit zwei Haupttürmen und einem Turmaufbau über der Vierung, bestehend aus einem großen Turm mit einem rechteckigen Grundschnitt und vier kleinen Ecktürmen. Die Architektur ist am frühromanischen Stil orientiert. Direkt an der Luegallee gelegen prägt die Kirche mit ihren Türmen entscheidend das Straßenbild und befindet sich in direkter Nachbarschaft zum Bezirksrathaus. In den frühen Planungen zur Neuanlage Oberkassels war hier das Zentrum des neuen Stadtteils vorgesehen.

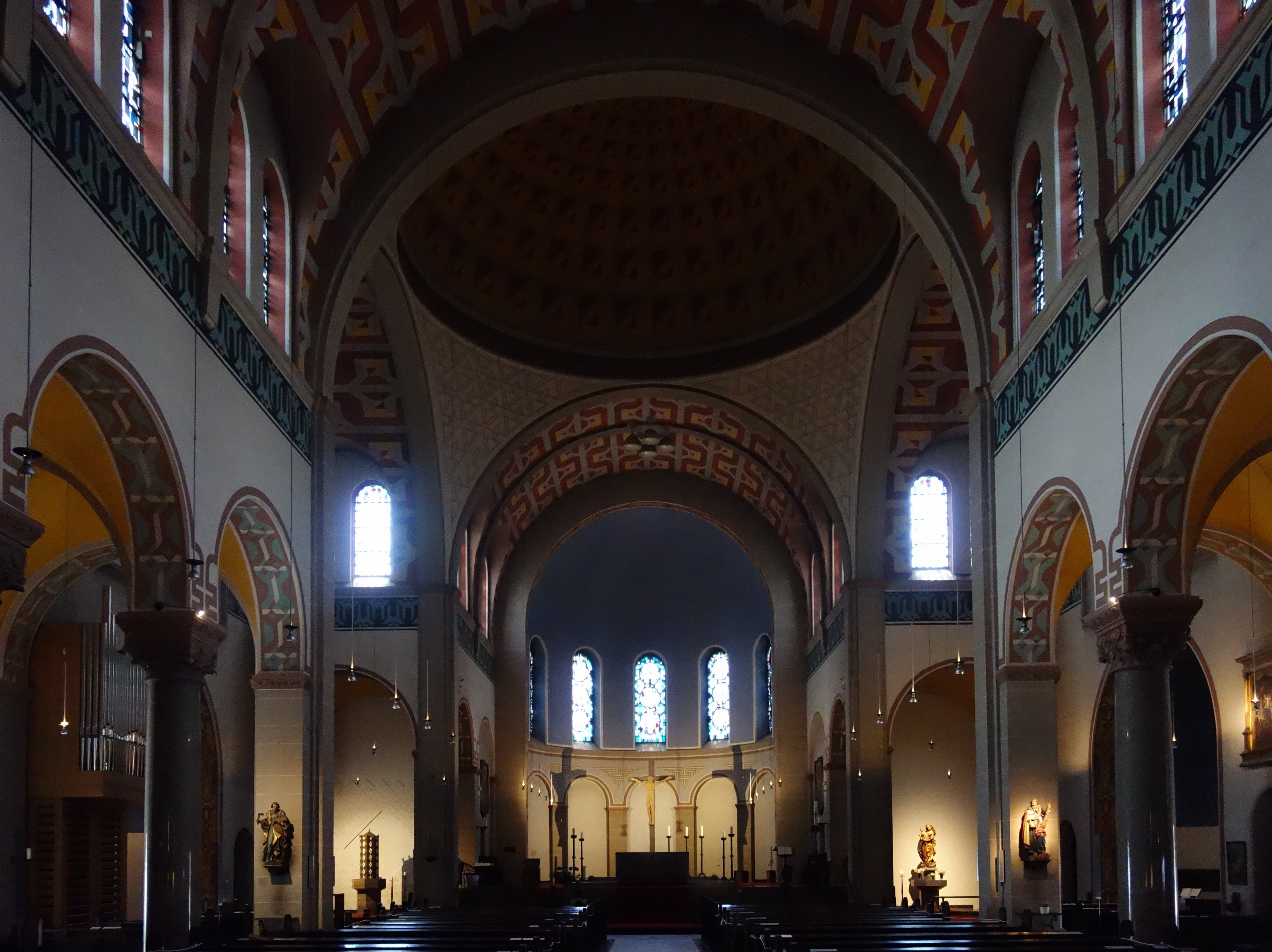
Innenraum von St. Antonius

Die Kirche wurde von 1909 bis 1910 nach Entwurf des Düsseldorfer Architekten Josef Kleesattel erbaut. Die innere Ausstattung erfolgte wegen Geldmangels sparsamer als ursprünglich geplant. 1974 begann eine umfassende Sanierung und Restaurierung, bei der auch Bombenschäden aus dem Zweiten Weltkrieg behoben wurden. Ab 1984 wurde der Innenraum renoviert und umgestaltet, u. a. nach Entwürfen von Gerhard Wind. Die Arbeiten wurden 1986 abgeschlossen.
Seit dem 1. Januar 2015 ist St. Antonius die Pfarrkirche für die fusionierte Pfarrei St. Antonius und Benediktus, die das Gebiet des linksrheinischen Düsseldorf umfasst. Als weitere Kirchen gehören zur Pfarrei St. Benediktus in Heerdt, St. Maria Hilfe der Christen in Lörick, St. Anna in Niederkassel und die „Bunkerkirche“ St. Sakrament am Handweiser, die ein neues Nutzungskonzept zusätzlich belebt wird (siehe Nutzung durch koptische Gemeinde).
Eine große Sammlung von modernen Paramenten, geschaffen von den Künstlerinnen Ingrid Heinz und Jeanette Karbig, initiiert vom heutigen Pfarrer der Gemeinde, tragen zu der Feierlichkeit in den Eucharistiefeiern bei. Ein pastoraler Schwerpunkt der Gemeinde besteht in der Werbung für den Wiedereintritt in die Kirche. Eine große Verehrung besteht für die Gottesmutter, den hl. Judas Thaddäus und den hl. Papst Johannes Paul II. Das Porträt dieses Papstes befindet sich im vorderen Bereich der Pfarrkirche.
Bemerkenswert sind ein Ambo, ein Osterkerzenleuchter, ein Lesepult am Priestersitz und ein Tabernakel für die Hl. Öle, geschaffen von Paul Nagel. Der Kreuzweg wurde aus der profanierten Christus-König-Kirche in Oberkassel übernommen. Eine Marien-Ikone in einer Konche stammt ebenfalls aus der aufgelösten Christus-König-Kirche.

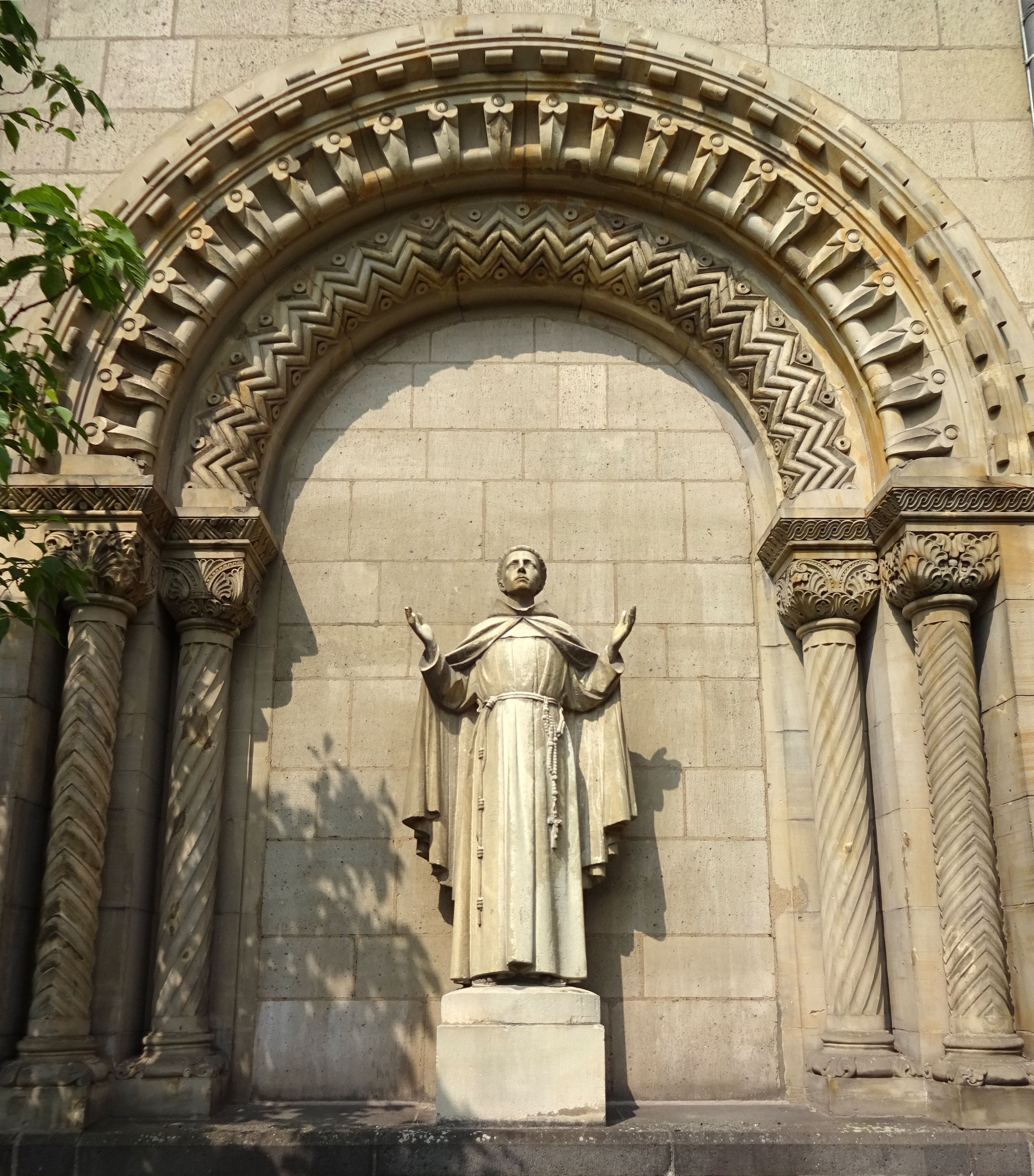
Antonius von Padua, an der Seite zur Adalbertstraße
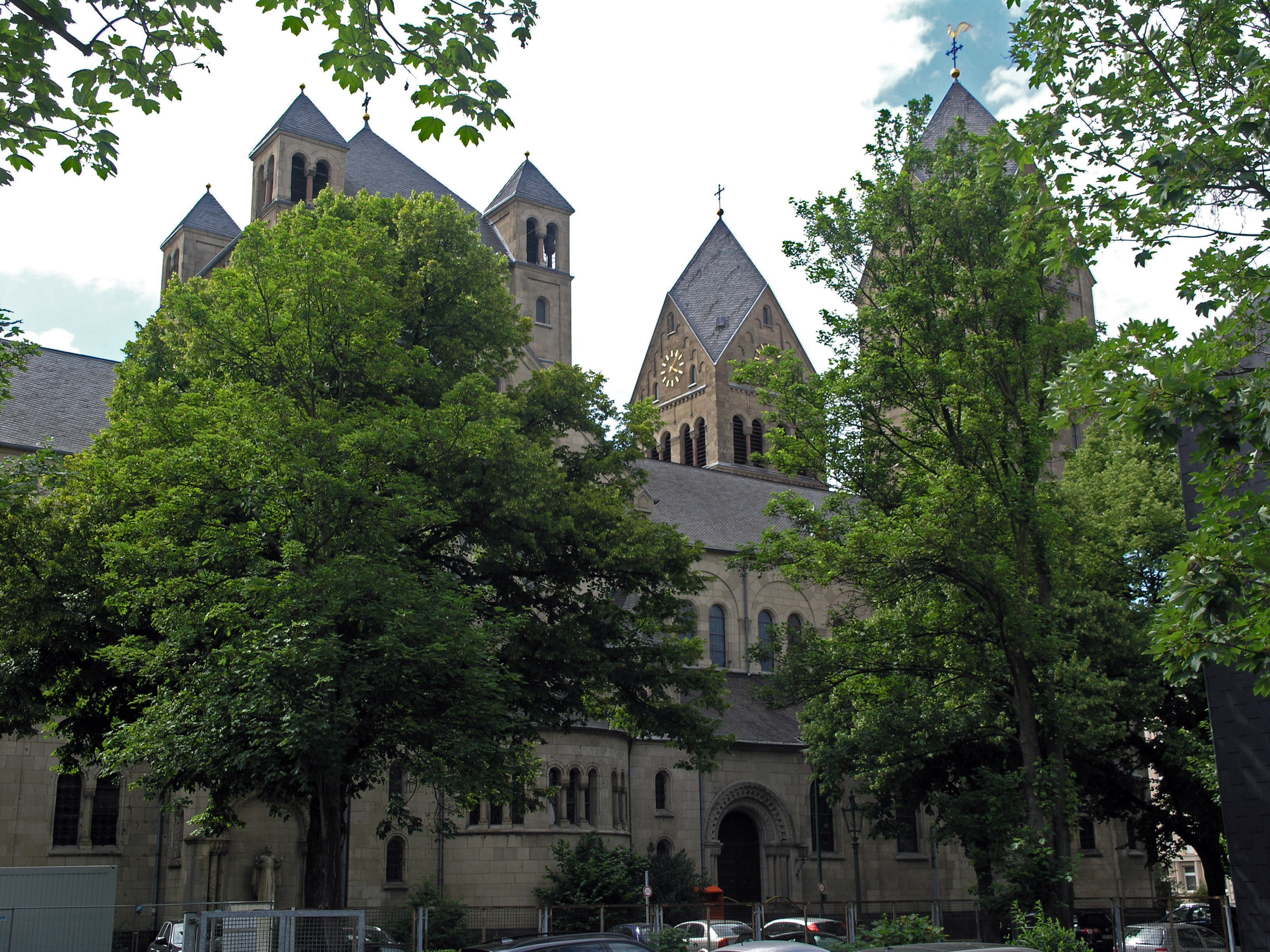
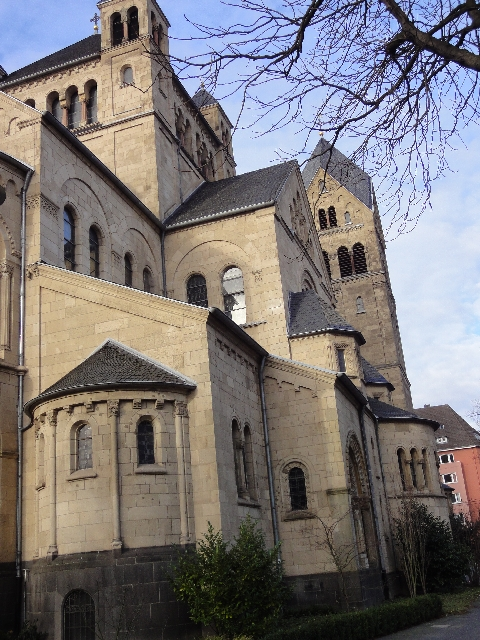
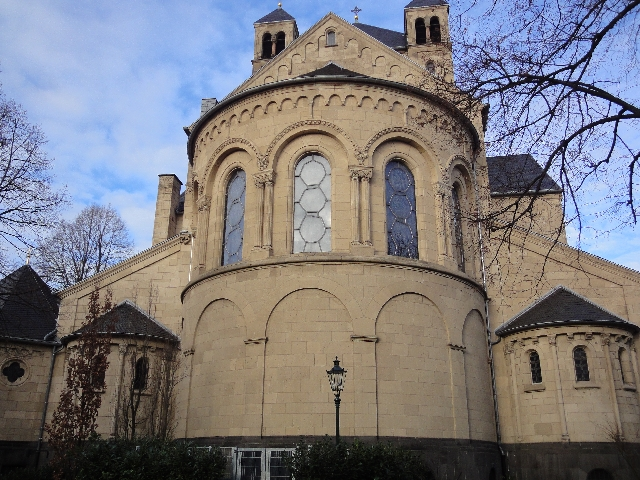
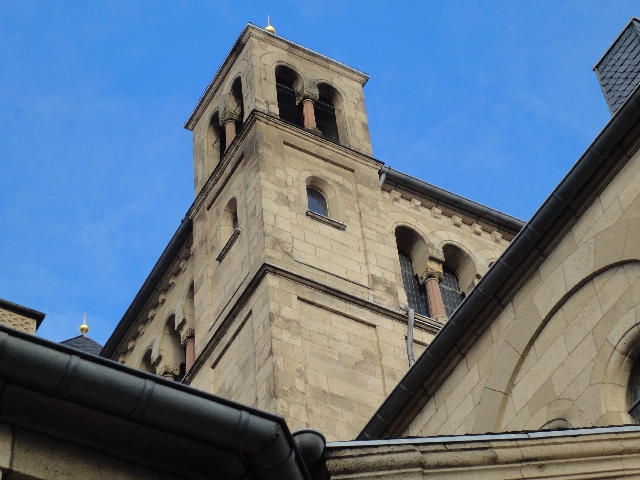
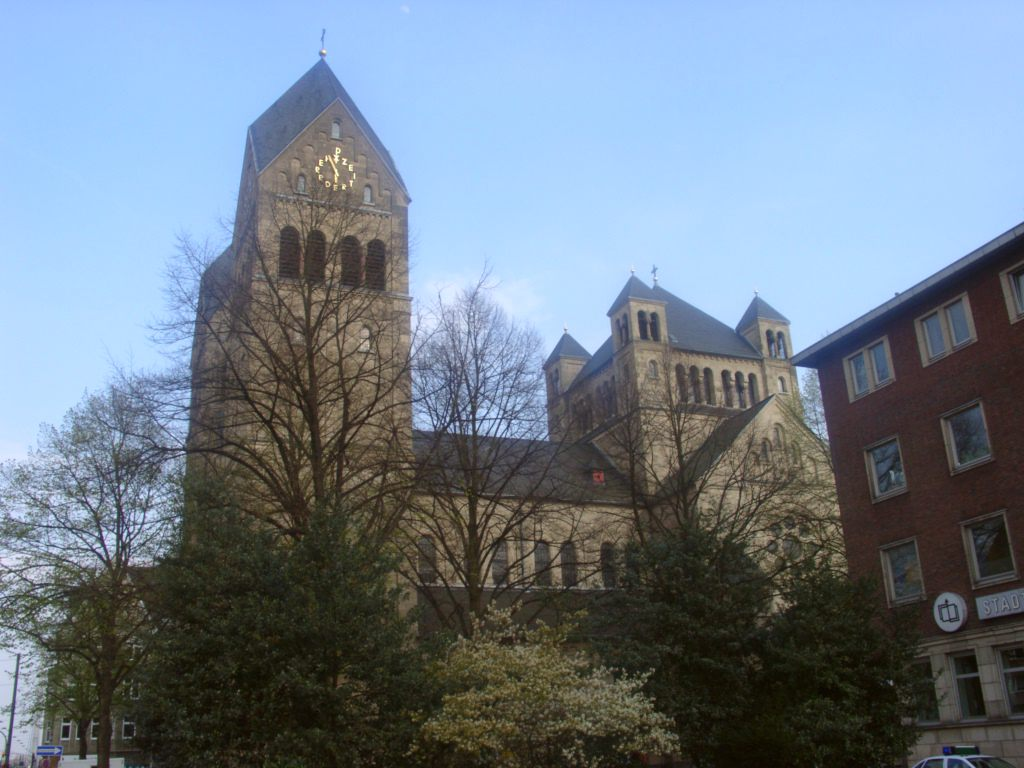

## Orgelanlage
Die St.-Antonius-Kirche verfügt über eine dreiteilige Orgelanlage mit insgesamt 97 Registern, bestehend aus einer Chororgel in der Nähe des Seitenaltars und einer großen Orgel auf der Empore, sowie einem Fernwerk oberhalb der Vierungs-Kuppel. Die Anlage wurde von der Orgelbaufirma Mühleisen (Leonberg) erbaut. Das Pfeifenmaterial von Haupt- und Chororgel stammt größtenteils aus Vorgängerinstrumenten der Antonius- und der Christus-König-Kirche in Oberkassel. Der Bau der Orgeln wurde durch finanzielle Mittel der Pastoral- und Kirchenmusikstiftung der Pfarrei St. Antonius und Benediktus unterstützt.

### Chororgel
Die neue Chororgel im Querhaus wurde 2012 fertig gestellt und eingeweiht. Das Orgelwerk besteht in weiten Teilen aus Pfeifenmaterial eines Instrumentes, welches 1899 von dem Orgelbauer Eggert (Paderborn) erbaut wurde, und im Jahre 1999 in modifizierter Form in der Christus-König-Kirche in Oberkassel aufgestellt wurde. Nach der Profanierung der Christus-König-Kirche wurde das Instrument erneut leicht verändert und im östlichen Seitenschiff der Antonius-Kirche aufgestellt. Das überwiegend romantisch disponierte Instrument hat 19 Register, woraus sich mittels Extensionen und Transmissionen insgesamt 33 Schaltungen ergeben. Die Spiel- und Registertrakturen sind elektrisch.
| I Hauptwerk C–a3 |                     |         |
|                  | Bourdun (= Nr. 10)  | 16′     |
| 1.               | Prinzipal           | 08′     |
| 2.               | Rohrgedeckt         | 08′     |
| 3.               | Oktave              | 04′     |
| 4.               | Gemshorn            | 04′     |
| 5.               | Quinte              | 02 ⁄3′  |
| 6.               | Waldflöte           | 02′     |
| 7.               | Terz                | 01 3⁄5′ |
| 8.               | Mixtur              | 02′     |
|                  | Basson (aus Nr. 18) | 16′     |
| 9.               | Trompete            | 08′     |
|                  | Tremulant           |         |

| II Schwellwerk C–a3 |                       |     |
| 10.                 | Bourdun               | 16′ |
|                     | Gedackt (aus Nr. 10)  | 08′ |
| 11.                 | Rohrflöte             | 08′ |
| 12.                 | Salizional            | 08′ |
| 13.                 | Schwebung             | 08′ |
| 14.                 | Trichterpraestant     | 04′ |
| 15.                 | Traversflöte          | 04′ |
| 16.                 | Oktave                | 02′ |
| 17.                 | Sifflet               | 01′ |
|                     | Basson (aus Nr. 18)   | 16′ |
| 18.                 | Hautbois              | 08′ |
|                     | Hautbois (aus Nr. 18) | 04′ |
|                     | Tremulant             |     |

| Pedal C–f1 |                          |     |
| 19.        | Subbass                  | 16′ |
|            | Stillgedeckt (= Nr. 10)  | 16′ |
|            | Oktave (= Nr. 1)         | 08′ |
|            | Gedecktbass (aus Nr. 19) | 08′ |
|            | Stillgedeckt (= Nr. 11)  | 08′ |
|            | Salizetbass (= Nr. 12)   | 08′ |
|            | Choralbass (= Nr. 3)     | 04′ |
|            | Basson (aus Nr. 18)      | 16′ |
|            | Trompete (= Nr. 9)       | 08′ |
|            | Hautbois (= Nr. 18)      | 04′ |

### Emporen-Orgel
Im Juni 2016 wurde die neue Emporenorgel (Hauptorgel) fertiggestellt und am 26. Juni 2016 durch Dominik Meiering, eingeweiht. Erste Planungen für dieses Instrument begannen bereits im Jahre 2001. Das neobarock disponierte Vorgängerinstrument der Fa. Seifert (Kevelaer) aus dem Jahre 1955 erwies sich technisch als veraltet und insgesamt nicht mehr restaurierbar. Etwa 70 Prozent des Pfeifenmaterials konnte überarbeitet und in dem neuen Instrument wiederverwendet werden. Das nun entstandene symphonisch disponierte Instrument auf der Empore hat 70 Register, zusätzlich 28 Oktavauszüge, 5 Programmierungen und 12 Transmissionen (insgesamt 115 Schaltungen) auf vier Manualwerken und Pedalwerk. Die Orgel lässt sich von zwei fahrbaren Spieltischen anspielen. Zu den Besonderheiten des Instrumentes zählen die ideophonen Schlagwerk-Register Marimba, Carillon und Vibraphon.
| I Hauptwerk C–g3 |                          |         |
|                  | Bordun (Ext. Nr. 2)      | 32′     |
| 1.               | Prinzipal                | 16′     |
| 2.               | Bordun                   | 16′     |
| 3.               | Prinzipal                | 08′     |
| 4.               | Flûte harmonique         | 08′     |
| 5.               | Gedackt                  | 08′     |
| 6.               | Viola da Gamba           | 08′     |
| 7.               | Dolce                    | 08′     |
| 8.               | Quinte                   | 05 1⁄3′ |
| 9.               | Oktave                   | 04′     |
| 10.              | Nachthorn                | 04′     |
|                  | Amorosa (Ext. Nr. 6)     | 04′     |
| 11.              | Terz                     | 03 1⁄5′ |
|                  | Quinte (Ext. Nr. 8)      | 02 ⁄3′  |
| 12.              | Oktave                   | 02′     |
| 13.              | Spillpfeife              | 02′     |
|                  | Terz (Ext. Nr. 11)       | 01 3⁄5′ |
| 14.              | Mixtur V                 | 02′     |
|                  | Terz in Mixtur (Pr)      |         |
| 15.              | Zimbel IV                | 02⁄3′   |
|                  | Groß-Kornett V (Pr)      | 16′     |
| 16.              | Kornett V                | 08′     |
| 17.              | Trompete                 | 16′     |
| 18.              | Trompete                 | 08′     |
|                  | Trompete (Ext. Nr. 18)   | 04′     |
|                  | Tremulant                |         |
|                  | Antonius-Tuba (= Nr. 58) | 08′     |
|                  | Klarinette (= Nr. 59)    | 08′     |
|                  | Carillon (aus IV)        |         |

| II Schwellpositiv C–g3 |                            |         |
| 19.                    | Quintatön                  | 16′     |
|                        | Salizional (Ext. Nr. 23)   | 16′     |
| 20.                    | Prinzipal                  | 08′     |
| 21.                    | Traversflöte               | 08′     |
| 22.                    | Nachthorn                  | 08′     |
|                        | Quintadena (Ext. Nr. 19)   | 08′     |
| 23.                    | Weidenpfeife               | 08′     |
| 24.                    | Unda maris                 | 08′     |
| 25.                    | Oktave                     | 04′     |
|                        | Querflöte (Ext. Nr. 21)    | 04′     |
| 26.                    | Rohrflöte                  | 04′     |
|                        | Salizet (Ext. Nr. 23)      | 04′     |
| 27.                    | Quinte                     | 02 ⁄3′  |
| 28.                    | Schwegel                   | 02′     |
| 29.                    | Terz                       | 01 3⁄5′ |
|                        | Larigot (Ext. Nr. 27)      | 01 ⁄3′  |
| 30.                    | Septime                    | 01 ⁄7′  |
|                        | Oktave (Ext. Nr. 28)       | 01′     |
| 31.                    | None                       | 08⁄9′   |
| 32.                    | Mixtur IV-V                | 01 ⁄3′  |
|                        | Englischhorn (Ext. Nr. 34) | 16′     |
| 33.                    | Rankett                    | 16′     |
| 34.                    | Cor Anglais                | 08′     |
| 35.                    | Rohrschalmei               | 08′     |
| 36.                    | Vox humana                 | 08′     |
|                        | Kopftrompete (Ext. Nr. 34) | 04′     |
|                        | Tremulant                  |         |
|                        | Marimba (aus IV)           | 08′     |
|                        | Tremolo Marimba (aus IV)   |         |

| III Schwellwerk C–g3 |                           |         |
| 37.                  | Gedacktpommer             | 16′     |
|                      | Contreviole (Ext. Nr. 41) | 16′     |
| 38.                  | Geigenprinzipal           | 08′     |
| 39.                  | Offenflöte                | 08′     |
| 40.                  | Lieblich Gedackt          | 08′     |
| 41.                  | Viole d ́orchestre         | 08′     |
| 42.                  | Aeoline                   | 08′     |
| 43.                  | Vox coelestis             | 08′     |
| 44.                  | Prinzipal                 | 04′     |
| 45.                  | Koppelflöte               | 04′     |
| 46.                  | Fugara                    | 04′     |
| 47.                  | Quintflöte                | 02 ⁄3′  |
| 48.                  | Piccolo                   | 02′     |
|                      | Violine (Ext. Nr. 46)     | 02′     |
| 49.                  | Terzflöte                 | 01 3⁄5′ |
|                      | Flageolet (Ext. Nr. 48)   | 01′     |
| 50.                  | Progressio harm. III-V    | 02′     |
| 51.                  | Harmonia aeth. IV         | 02 ⁄3′  |
| 52.                  | Bombarde                  | 16′     |
| 53.                  | Trompette harmonique      | 08′     |
| 54.                  | Schalmei-Oboe             | 08′     |
| 55.                  | Clairon                   | 04′     |
|                      | Tremulant                 |         |
|                      | Vibraphon (aus IV)        | 08′     |
|                      | Vibrato Vibr. (aus IV)    |         |
|                      | Tremolo Vibr. (aus IV)    |         |

| IV Solowerk C–g3 |                              |     |
| 56.              | Flauto myrabilis             | 08′ |
| 57.              | Stentorgambe                 | 08′ |
|                  | Vibraphon (f0–f3)            |     |
|                  | Vibrato Vibr.                |     |
|                  | Tremolo Vibr.                |     |
|                  | Tremolo Marimba              |     |
|                  | Marimba permanent            |     |
|                  | Antonius-Tuba (Ext. Nr. 58)  | 16′ |
| 58.              | Antonius-Tuba                | 08′ |
|                  | Antonius-Tuba (Ext. Nr. 58)  | 04′ |
|                  | Bassklarinette (Ext. Nr. 59) | 16′ |
| 59.              | Klarinette                   | 08′ |
|                  | Klarinette (Ext. Nr. 59)     | 04′ |
|                  | Carillon (f0–f2)             |     |

| Pedalwerk C–f1 |                             |         |
| 60.            | Untersatz                   | 32′     |
|                | Kontraviolon (Pr)           | 32′     |
| 61.            | Prinzipalbass               | 16′     |
|                | Violprinzipal (Ext. Nr. 41) | 16′     |
|                | Subbass (Ext. Nr. 60)       | 16′     |
|                | Zartgedackt (= Nr. 37)      | 16′     |
| 62.            | Violonbass                  | 16′     |
|                | Harmonikabass (Ext Nr. 23)  | 16′     |
| 63.            | Quintbass                   | 10 2⁄3′ |
|                | Oktavbass (Ext. Nr. 61)     | 08′     |
|                | Gedecktbass (Ext. Nr. 60)   | 08′     |
|                | Violoncello (Ext. Nr. 62)   | 08′     |
| 64.            | Terzbass                    | 06 2⁄5′ |
|                | Quinte (Ext. Nr. 63)        | 05 1⁄3′ |
| 65.            | Septime                     | 04 ⁄7′  |
|                | Choralbass (Ext. Nr. 61)    | 04′     |
|                | Bassflöte (Ext. Nr. 60)     | 04′     |
| 66.            | Rohrtraverse                | 02′     |
| 67.            | Hintersatz IV               | 02 ⁄3′  |
|                | Bass-Kornett V (Pr)         | 32′     |
| 68.            | Kontraposaune               | 32′     |
|                | Posaune (Ext. Nr. 68)       | 16′     |
|                | Fagott (Ext. Nr. 59)        | 16′     |
| 69.            | Basstrompete                | 08′     |
| 70.            | Zink                        | 04′     |
|                | Clairon (= Nr. 55)          | 04′     |
|                | Carillon (aus IV)           |         |

- Koppeln:

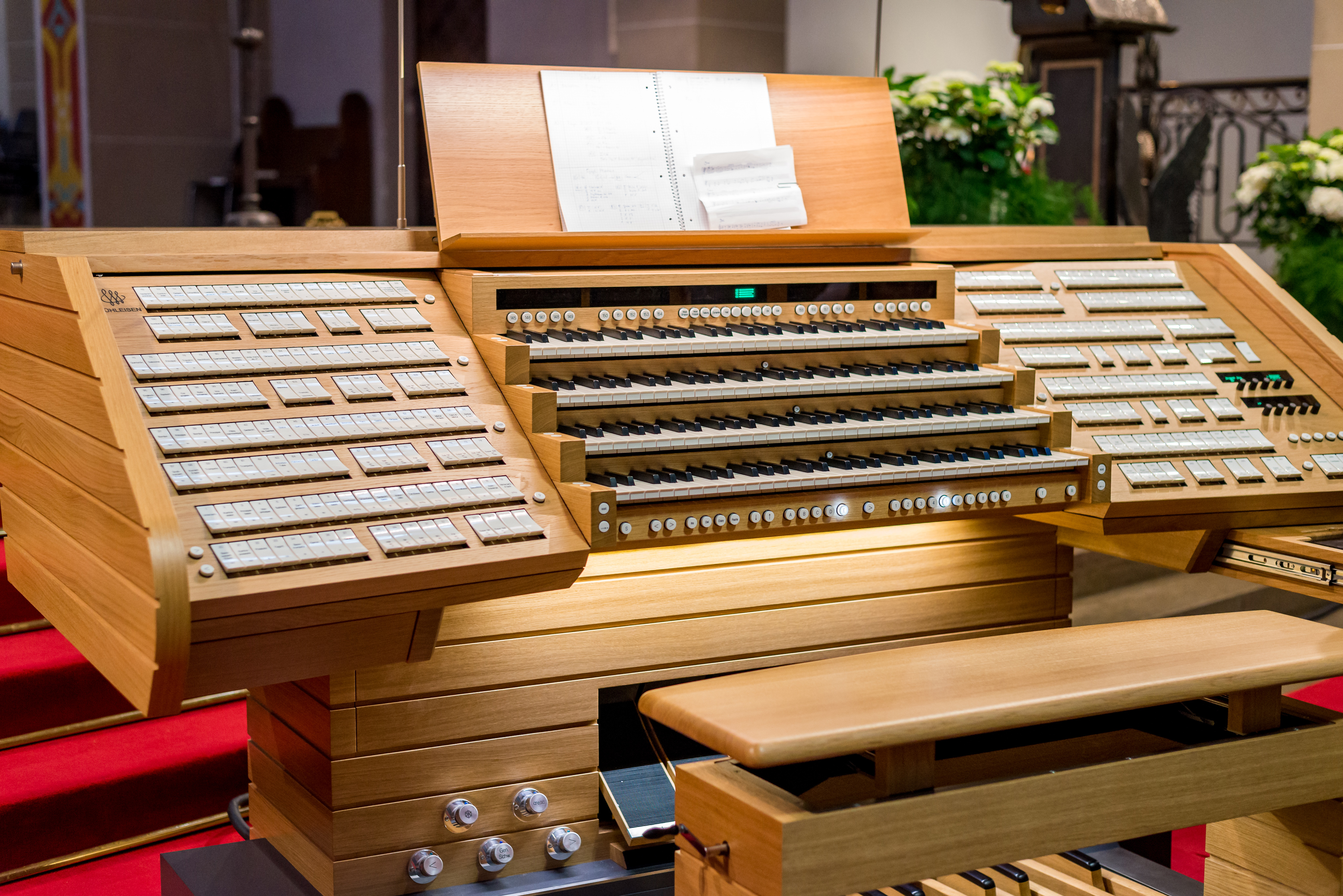
Spieltisch der Orgel von St. Antonius (Düsseldorf-Oberkassel)

  - Normalkoppeln: II/I, III/I, III/I, IV/I, IV/II, IV/III, I/P, II/P, III/P, IV/P
  - Fernwerk: an I, an II, an III, an P
  - Suboktavkoppeln: II/I, II/II, III/I, III/II, III/III,
  - Superoktavkoppeln: II/I, II/II, II/P, III/I, III/II, III/III, III/P
- Anmerkungen:

(OA) = Oktavauszug
(Pr) = Programmierung

### Fernwerk
Im Jahre 2018 wurde die Orgelanlage um ein schwellbares Fernwerk erweitert. Das unselbständige Instrument wurde oberhalb der Vierungskuppel aufgestellt und ist vom vierten Manual der Spieltische der Orgelanlage spielbar. Es befindet sich in einem gedämmten Gehäuse, welches auf einer Plattform im Vierungsturm direkt über der Kuppelöffnung aufgestellt wurde. Der Schall gelangt durch die Kuppelöffnung in den Kirchenraum und lässt sich durch liegend angeordnete Schwelljalousien in seiner Lautstärke regulieren. Das orchestral disponierte Fernwerk hat 8 Register, die 17 Schaltungen ergeben. Wie auch in der Hauptorgel wurden die Windladen mit Einzeltonmagneten ausgestattet (Sinus System), welche eine mehrmanualige Spielweise des Fernwerks ermöglicht.
| Fernwerk C–c4 |                               |     |
| 1.            | Lieblich Gedackt              | 16' |
| 2.            | Salizet                       | 16' |
| 3.            | Prinzipal                     | 08' |
| 4.            | Fernflöte                     | 08' |
|               | Lieblich Gedackt (Ext. Nr. 1) | 08' |
|               | Ferngambe (Ext. Nr. 2)        | 08' |
| 5.            | Vox angelica                  | 08' |

| (Fortsetzung) |                        |        |
|               | Prinzipal (Ext. Nr. 3) | 04'    |
|               | Fernflöte (Ext. Nr. 4) | 04'    |
|               | Salizet (Ext. Nr. 2)   | 04'    |
|               | Piccolo (Ext. Nr. 3)   | 02'    |
| 6.            | Harmonia aetherea      | 02 ⁄3' |
| 7.            | Fernhorn               | 08'    |
| 8.            | Vox humana             | 08'    |
|               | Tremulant              |        |
|               | Celesta                |        |

| Fernpedalwerk C–f1 |                       |     |
|                    | Fernbass (= Nr. 1)    | 16' |
|                    | Salizetbass (= Nr. 2) | 16' |
|                    | Fernhorn (= Nr. 7)    | 16' |
|                    | Celesta               |     |

## Glocken
St. Antonius verfügt über ein Geläut aus sieben Bronzeglocken, die im Jahre 1959 von Wolfgang Hausen Mabilon (Fa. Mabilon & Co., Saarburg) gegossen wurden. Das Geläut ist das viertgrößte im Erzbistum Köln. Im Ostturm hängt die mit 5000 kg größte Glocke; die restlichen sechs Glocken hängen im Westturm (Richtung Barbarossaplatz).
| Nr. | Name            | Durchmesser (mm) | Masse (kg, ca.) | Schlagton (HT-1/16) | Inschriften Hauptinschriften; weitere Inschriften vgl. Quelle |
| --- | --------------- | ---------------- | --------------- | ------------------- | --- |
| 1   | Salvator mundi  | 1958             | 5050            | gis0 +5             | VOS CIVES MONDEO: CHRISTI IAM QUAERITE REGNUM PACEM QUOD VOBIS IUSTITIAMQUE DABIT TUQUE TENENS MUNDI SCEPTRUM REX CHRISTE REDEMPTI FAC VIDEANT FAMULI TE SINE FINE TUI (Euch Bürger ermahne ich, suchet neu das Reich Christi. Frieden, dass Euch und die Gerechtigkeit gegeben wird. Du, der Du das Zepter der Welt hältst, König Christus, mach, dass die Deine erlösten Diener Dich ohne Ende sehen.) |
| 2   | Franz Xaver     | 1663             | 2850            | h0 +5               | XA VERI NON ACIE NEC FERRO ACIES ET FERRUM IAPONIAE ADESTO ORIENTI (Xaver, nicht durch ein Heer oder ein Schwert. Heer und Schwert soll dem entstehenden Japan beistehen.) |
| 3   | Karl Borromäus  | 1477             | 2080            | cis1 +5             | S. CAROLE CARDINALIS SIS CARDO POPULI VITA VERBO VOLUMINE (Hl. Kardinal Karl Borromäus. Du mögest der Mittelpunkt des Volkes sein, durch Dein Leben, Dein Wort, Dein Schriftwerk.) |
| 4   | Marien          | 1316             | 1450            | dis1 +5             | AD NOS TRIUMPHANS EXULES REGINA VERTE LUMINA CAELI UT BEATAM PATRIAM TE CONSEQUAMUR AUSPICE (Uns Verbannten wende triumphierende Königin Deine Augen zu, damit wir die selige Heimat im Himmel unter Deiner Führung erreichen.) |
| 5   | Michael         | 1242             | 1200            | e1 +5               | SANCTE MICHAEL ARCHANGELE PLEBIS NOSTRAE PATRONE INFEROS ET PVGNANTES INTENDE (Hl. Erzengel Michael, Schutzpatron unseres Volkes, Leite die Schwächeren und Kämpfer.) |
| 6   | Antonius        | 1105             | 810             | fis1 +5             | ANTONI DOCTOR ECCLESIAE RERUM RESTITUTOR PERDITARUM PAUPERUM AMATOR VOCA AGNOS PERDITOS IUVA PAUPERES OMNES CARITATE INSTRUE (Antonius, Lehrer der Kirche, Wiederhersteller von verworrenen Verhältnissen, Freund der Armen, ruf die verlorenen Schafe, hilf den Armen, unterrichte alle in Liebe!) |
| 7   | Petrus Canisius | 978              | 550             | gis1 +5             | NISI MPANA CATECHISMO RITATE DENTES VE |